# Сеидзаде, Гусейн Али оглы
Гусейн Али оглы Сеидзаде (азерб. Hüseyn Əli oğlu Seyidzadə; 15 октября 1910, Эривань, Эриванская губерния, Российская империя — 2 июня 1979, Баку) — советский и азербайджанский театральный актёр, кинорежиссёр, заслуженный деятель искусств Азербайджанской ССР (1970).

## Биография
Гусейн Сеидзаде родился 15 октября 1910 года в Эривани. В 1918 году семья Гусейна Сеидзаде вынужденно покинула родные места, переехав сначала в Тифлис, а затем в Баку. В 1925 году работал на Бакинской трикотажной фабрике. В 1928 году начал играть в массовых сценах Бакинского рабочего театра. Через год стал актёром. В 1929 году проходил курсы в Ленинградском театре рабочей молодёжи. В 1930 году пришёл на киностудию, где и проработал всю оставшуюся жизнь. В 1931 году поступил на режиссёрский факультет Всесоюзного государственного института кинематографии. После окончания института некоторое время работал на киностудиях Ленфильм, Мосфильм и киностудии имени М. Горького.

## Фильмография
- 1942 — Сувенир (короткометражный)
- 1954 — Родному народу (фильм-спектакль)
- 1956 — Не та, так эта
- 1960 — Кер-оглы
- 1965 — Непокорённый батальон
- 1969 — Кура неукротимая
- 1978 — Свекровь